# Acartus penicillatus ruficollis
Acartus penicillatus ruficollis es una subespecie de escarabajo longicornio del género Acartus, tribu Acanthocinini, subfamilia Lamiinae. Fue descrita científicamente por Breuning en 1981.
El período de vuelo de la especie se presenta durante el mes de marzo.

## Descripción
Mide 6 milímetros de longitud.

## Distribución
Se distribuye por Sudáfrica.